# Grb Občine Škocjan
Grb Občine Škocjan je sestavljen iz ščita poznogotskega stila sanitske oblike in motiva na ščitu.
Ščit ima zeleno osnovno barvo, ki jo na spodnjih dveh petinah ločuje srebrna valovita črta, ki predstavlja reko. Spodnji dve petini sta modre barve, iz modrine pa se v zelen zgornji del dvigata dve zlati arkadi mostu iz klesanega kamna. Zlati most ima trikrat prekinjeno zidano ograjo. Nad mostom se na zeleni podlagi nahaja zlati vinski grozd, sestavljen iz devetih jagod z eno zlato vitico na vsaki strani.